# Richard Becker
Richard Becker (Amburgo, 3 dicembre 1887 – Gottinga, 16 marzo 1955) è stato un fisico tedesco.
Esperto di ferromagnetismo e meccanica quantistica, fu docente al Politecnico di Berlino dal 1926 al 1936 e all'università di Gottinga dal 1936 in poi.